# Пузур-Сін
Пузур-Сін (Пузур-Суен) — цар (або обраний отаман) кутіїв, правив 7 років в Шумері у 2130-2123 до н. е. (2071-2064 до н. е. за іншими даними).

Походив з міста Кутіум. В Урі був знайдений циліндрик-печатка де Пузур-Син називає себе «вічним робітником Ура».